# Héloïse et Abélard

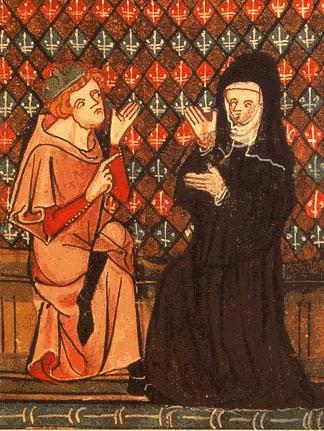
Héloïse et Abélard

Héloïse et Abélard est une pièce de théâtre en trois actes écrite par l'écrivain Roger Vailland parue aux éditions Corrêa en 1947
Lors de sa création le 3 décembre 1949 aux théâtres des Mathurins, elle est mise en scène par Jean Marchat avec des décors du peintre Pierre Soulages. La même année elle obtient le Prix Ibsen.

## Présentation et contenu
Roger Vailland écrira dans son Journal à propos de sa pièce : « Héloïse et Abélard emprunte le moule traditionnel du drame historique français. Mais comme je suis un auteur ''progressiste'', le contenu en est ''progressiste'' ». Maurice de Gandillac y verra également du progressisme.
La pièce se rapporte aux deux personnages historiques marquants : Héloïse et Abélard, héros malgré eux d'un drame de l'amour contrarié au XIIe siècle. Ce n'est pas tant le récit qui importe à Vailland que la dualité entre les personnages d'Abélard et du Prince. Pour l'auteur, Abélard est le type même du militant qu'il voulait devenir tandis que le Prince représente le côté aristocrate raffiné qui a le goût des plaisirs.
Il décrit Abélard comme « un homme qui ne voit rien en énigme, qui ne respecte aucun mystère, mais qui regarde tout en face. » Le Prince fait partie des personnages que Vailland qualifie de « souverains », il est « fils de roi », « c'est un esprit libre, le seul véritable clerc du royaume. » On retrouve dans cette description les deux versants de Vailland qu'il a résumés par l'expression du « bolchevik libertin »  d'un côté la pureté, la pugnacité du militant, de l'autre le raffinement et la désinvolture. Mais Abélard sera châtré; Vailland lui préférant le Prince encore en 1949.

## Adaptation cinématographique
- Héloïse et Abélard (Stealing Heaven), film britannique de Clive Donner sorti en 1988.